# Centraal-Afrikaanse Republiek

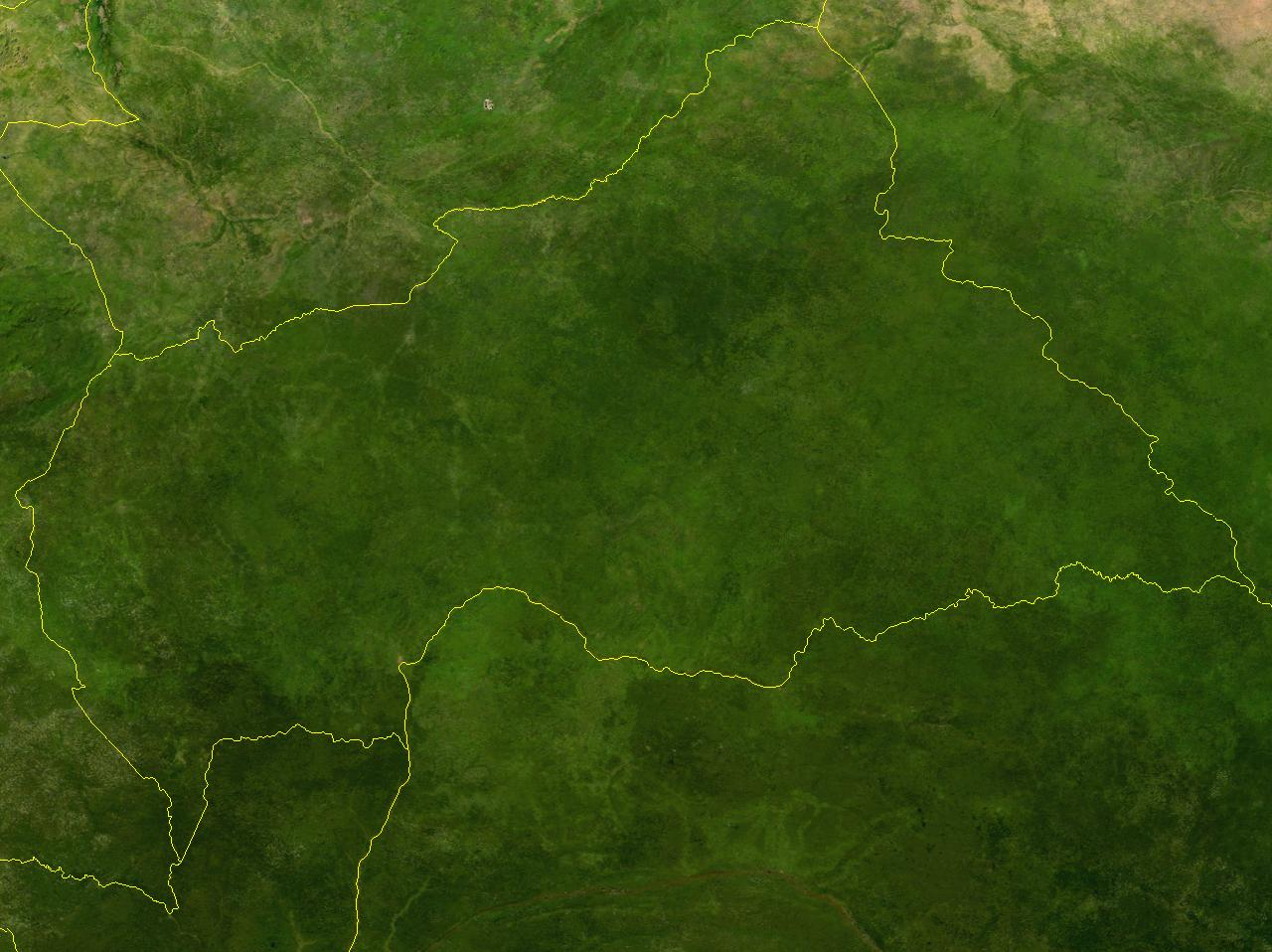
Satellietfoto van de Centraal-Afrikaanse Republiek

De Centraal-Afrikaanse Republiek (CAR) (Frans: République centrafricaine, Sango: Ködörösêse tî Bêafrîka), soms (foutievelijk) Centraal-Afrika genoemd, is een land in het midden van Afrika, grenzend aan Tsjaad, Soedan, Zuid-Soedan, Congo-Kinshasa, Congo-Brazzaville en Kameroen. De hoofdstad is Bangui. Met een gemiddeld jaarlijks inkomen van $656,- was de Centraal-Afrikaanse Republiek in 2017 het armste land ter wereld.
Op 13 augustus 1960 werd de Centraal-Afrikaanse Republiek onafhankelijk van Frankrijk, nadat zij twee jaar eerder autonoom was geworden. Meer dan dertig jaar lang werd het land geregeerd door presidenten die de macht met geweld in handen kregen of hun macht ontleenden aan frauduleuze verkiezingen. De eerste democratische verkiezingen werden gehouden in 1993, waarna Ange-Félix Patassé president werd. Patassé werd echter in 2003 afgezet door generaal François Bozizé. Bozizé won de democratische verkiezingen in 2005 en was tot begin 2013 president tot hij op zijn beurt werd afgezet na een coup.
Sinds het einde van 2012 heerst er een burgeroorlog. Christenen en moslims leven er op gespannen voet naast elkaar. Frankrijk heeft 1.600 militairen naar het land gestuurd, die vanuit Kameroen moeten proberen de vrede te herstellen.
In de Centraal-Afrikaanse Republiek leven de Akapygmeeën.

## Geschiedenis

### Frans kolonialisme
De eerste Europeanen arriveerden rond het einde van de 19e eeuw, tijdens de Wedloop om Afrika, in het gebied van de Centraal-Afrikaanse Republiek. De Fransen hadden reeds nederzettingen in Congo-Brazzaville en zonden expedities uit om ook het binnenland van Centraal-Afrika te koloniseren. Ook de Belgische koning Leopold II, het Verenigd Koninkrijk en Duitsland hadden interesse in het gebied. In 1889 vestigden de Fransen een nederzetting op de plaats van de huidige hoofdstad Bangui. Later werden de grenzen van Frans-Afrika vastgelegd in overeenkomsten met België en Duitsland. Het gebied was eind 19e eeuw toneel van Arabische slavenhandel richting Zanzibar.
In 1899 kregen 17 bedrijven toestemming van de Franse regering om grote gebieden in Centraal-Afrika te exploiteren. De bedrijven dreven handel door Europese goederen te verkopen en inheemse goederen te exporteren naar Europa. De inheemse bevolking werd vaak met bruut geweld gedwongen om voor de bedrijven te werken. Tegelijkertijd legde de Franse overheid de inwoners belastingen op en werd het verlenen van arbeid voor de Franse staat verplicht.
In de jaren twintig verbeterden de Fransen de infrastructuur en de gezondheidszorg. Nieuwe vormen van gedwongen arbeid werden geïntroduceerd, bijvoorbeeld bij de aanleg van de Congo-spoorlijn (Pointe-Noire-Brazzaville). Veel arbeiders stierven aan ziekte of uitputting.
In de jaren dertig werden veel katoen, thee en koffie verbouwd in de Centraal-Afrikaanse Republiek. Ook werden er goud en diamant gedolven.

### Onafhankelijkheid
In 1958 werd de regio Oubangui-Chari autonoom binnen het Franse koloniale Rijk en nam zij de naam Centraal-Afrikaanse Republiek aan. Op 13 augustus 1960 werd de republiek onafhankelijk van Frankrijk. Onmiddellijk brak een machtsstrijd uit tussen de potentiële presidenten Abel Gouma en David Dacko. Dacko greep de macht en liet Gouma arresteren. Twee jaar later vestigde David Dacko een dictatuur.

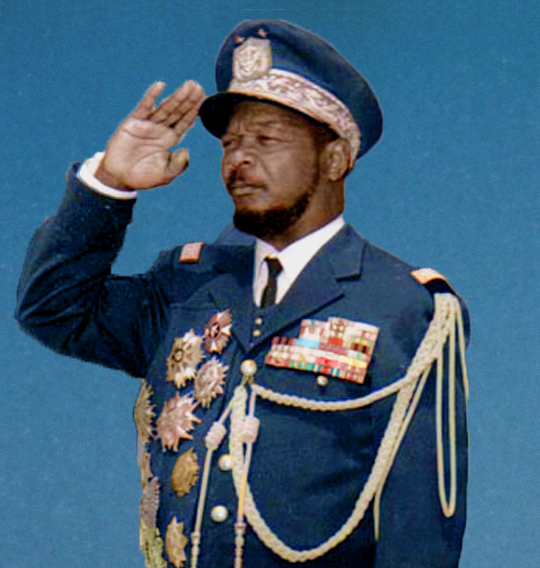
Jean-Bédel Bokassa

In 1965 werd het regime van Dacko omvergeworpen door kolonel Jean-Bédel Bokassa, die de grondwet opschortte en het parlement ontbond. Bokassa riep zichzelf uit tot president voor het leven in 1972. Later benoemde Bokassa zichzelf tot keizer van het Centraal-Afrikaans Keizerrijk in 1976.
In 1979 voerde Frankrijk een militaire operatie uit onder de naam "Barracuda" tegen Bokassa, die in verband werd gebracht met kannibalisme. De voormalige kolonisator herstelde de macht van David Dacko. In 1981 werd Dacko opnieuw afgezet, door een legerofficier. Generaal André Kolingba werd de nieuwe president.
Kolingba regeerde met een militaire junta tot 1985. In 1986 stelde hij een nieuwe grondwet voor, die per referendum aangenomen werd. In 1987 werden presidentiële verkiezingen gehouden, die echter geboycot werden door Abel Gouma en Ange-Félix Patassé, de belangrijkste opponenten van Kolingba. Kolingba bleef zodoende president.
In 1990, na de val van het communisme in Oost-Europa, werd de democratische beweging actiever. Onder druk van de Verenigde Staten en Frankrijk gaf Kolingba toestemming voor het houden van vrije verkiezingen. Ook werd Kolingba gedwongen vertegenwoordigers van andere partijen toe te laten in het parlement.
In 1993 vonden de verkiezingen uiteindelijk plaats. Patassé werd president en zijn partij Beweging voor de Bevrijding van het Centraal-Afrikaanse Volk MLPC kreeg een kleine meerderheid in de Nationale Assemblee. Ook Patassé regeerde als een dictator: zo liet hij politieke tegenstanders vermoorden.
Door de etnische spanningen was het land zeer onrustig. In 1997 werden troepen uit verschillende Afrikaanse landen onder de naam MISAB gestationeerd in Centraal-Afrika. Later werden zij vervangen door troepen van de Verenigde Naties, de MINURCA.
In 1998 werden de parlementsverkiezingen gewonnen door de partij van Kolingba, maar in 1999 werd Patassé herkozen bij de presidentsverkiezingen.
In 2002 pleegde François Bozizé een coup. Hij werd in 2005 gekozen tot president maar werd in 2013 op zijn beurt afgezet na een opstand van islamitische milities, de SELEKA. Daarbij kwam Michel Djotodia aan de macht. Een burgeroorlog brak uit die ontaardde in slachtpartijen tussen moslims en christenen.

## Geografie
- lengte landgrenzen: Kameroen 797 km, Tsjaad 1197 km, Congo-Kinshasa 1577 km, Congo-Brazzaville 467 km, Soedan 483 km, Zuid-Soedan 682 km
- kustlijn: geen
- laagste punt: Ubangi (335 m)
- hoogste punt: Mont Ngaoui (1420 m)

### Grote steden
De tien grootste steden van de Centraal-Afrikaanse Republiek zijn (inwoners 2003):
| Plaats    | Inwoners |
| --------- | -------- |
| Bangui    | 622.771  |
| Bimbo     | 124.176  |
| Berbérati | 76.918   |
| Carnot    | 45.421   |
| Bambari   | 41.356   |
| Bouar     | 40.353   |
| Bossangoa | 36.478   |
| Bria      | 35.204   |
| Bangassou | 31.553   |
| Nola      | 29.181   |

## Bestuurlijke indeling
De Centraal-Afrikaanse Republiek is ingedeeld in 16 prefecturen, 71 subprefecturen en 1 hoofdstedelijke provincie (Bangui)

## Staatsinrichting
- staatshoofd: president Faustin-Archange Touadéra
- regeringsleider: Félix Moloua
- parlement: drie kamers: Assemblée Nationale (gekozen voor vijf jaar); Economische Raad; Regionale Raad. Alle drie bezitten zij wetgevende macht.

Bij het grondwettelijk referendum van 13 december 2015 (plaatselijk verlengd tot en met 15 december 2015) is ingestemd met een herziening van de staatsinrichting, waardoor er naast de Assembée Nationale een Senaat zou worden gevormd.

### Mensenrechten
De Centraal-Afrikaanse Republiek heeft een autoritair regime. In de democratie-index van The Economist neemt de Centraal-Afrikaanse Republiek de 166e plaats in van de 167 opgenomen landen.
Amnesty International maakt er melding van dat de komst van de vredesmissie geen eind heeft gemaakt aan de mensenrechtenschendingen. Een slachtpartij op een markt in de hoofdstad door troepen uit Tsjaad bleef onbestraft. Ook maakten de strijdende partijen zich schuldig aan oorlogsmisdaden.

## Economie

### Armoede
Volgens het Ontwikkelingsprogramma van de Verenigde Naties leeft in de Centraal-Afrikaanse Republiek 62,4% van de bevolking van minder dan 1,25 US$ per dag. Cijfers over hoeveel mensen er onder de nationale armoedegrens leven zijn niet beschikbaar.

### Corruptie
In de Centraal-Afrikaanse Republiek is corruptie wijdverbreid. In de corruptieperceptie-index die jaarlijks door Transparency International wordt gepubliceerd neemt de Centraal-Afrikaanse Republiek de 150e plaats in van de 175 opgenomen landen.
Deze corruptie wordt gezien als een belangrijke hindernis bij economische ontwikkeling.

### Munteenheid
- Nationale munt: CFA-frank, ISO 4217 munteenheidcode XOF.
- Bitcoin